# شركة ولاء للتأمين التعاوني
الشركة السعودية المتحدة للتأمين التعاوني ( ولاء للتأمين ) هي شركة مساهمة تأمين سعودية، تأسست في التاسع من أكتوبر عام 2006، يبلغ رأس مال الشركة ثلاثمئة وعشرين مليون ريال سعودي، يتمثل نشاط الشركة في مزاولة أعمال التأمين التعاوني وإعادة التأمين وكل ما يتعلق بذلك إضافة إلى التوكيلات، والتمثيل والمراسلة والساطة.

## صفقة الاندماج
في يوم الأربعاء 23-03-1444هـ الموافق 19 أكتوبر 2022، أعلنت شركة ولاء للتأمين عن نفاذ قرار دمج شركة ساب للتكافل في شركة ولاء للتأمين ونقل جميع أصول شركة ساب للتكافل والتزاماتها إلى شركة ولاء للتأمين، وذلك مقابل قيام شركة ولاء للتأمين بإصدار عشرون مليون وأربعمائة وثمانية عشر ألف وستمائة وتسعة عشر (20,418,619) سهم عادي بقيمة إسمية تبلغ عشر (10) ريالات سعودية للسهم الواحد وتسجّل لصالح مساهمي شركة ساب للتكافل المقيدين في سجل مساهمي شركة ساب للتكافل، وذلك من خلال زيادة رأس مال شركة ولاء للتأمين المدفوع من ستمائة وستة وأربعين مليون وثلاثمائة وسبعة وتسعين ألف وستين (646,397,060) ريال سعودي إلى ثمانمائة وخمسون مليون وخمسمائة وثلاثة وثمانون ألف ومائتان وخمسون (850,583,250) ريال سعودي وزيادة عدد أسهمها من أربعة وستين مليون وستمائة وتسعة وثلاثين ألف وسبعمائة وستة (64,639,706) سهم عادي إلى خمسة وثمانون مليون وثمانية وخمسون ألف وثلاثمائة وخمسة وعشرون (85,058,325) سهم عادي مدفوعة بالكامل، وذلك بعد أن استوفى كلاً من شركة ولاء للتأمين وشركة ساب للتكافل شروط الاندماج المتفق عليها بموجب اتفاقية الاندماج المبرمة بين الشركتين والموضحة في تعميم المساهمين ومستند العرض الصادرين من شركة ولاء للتأمين بخصوص صفقة الاندماج.